# Escos
Escos is een gemeente in het Franse departement Pyrénées-Atlantiques (regio Nouvelle-Aquitaine) en telt 228 inwoners (2005). Tot 2016 behoorde de gemeente tot het arrondissement Pau. Per 1 januari 2017 werd zij overgeheveld naar het arrondissement Oloron-Sainte-Marie.

## Geografie
De oppervlakte van Escos bedraagt 5,6 km², de bevolkingsdichtheid is 40,7 inwoners per km².
De onderstaande kaart toont de ligging van Escos met de belangrijkste infrastructuur en aangrenzende gemeenten.

## Demografie
Onderstaande figuur toont het verloop van het inwonertal (bron: INSEE-tellingen).